# Возмутитель спокойствия (роман)
«Возмутитель спокойствия» — первая часть дилогии Леонида Соловьёва «Повесть о Ходже Насреддине», написанная в 1940 году.
Впервые была опубликована в Государственном издательстве «Художественная литература» (1940), выдержала десятки переизданий, переведена на многие языки.
В 2013 году «Повесть о Ходже Насреддине» была включена в список «100 книг», рекомендованный Министерством образования и науки РФ школьникам для самостоятельного чтения.

## Персонажи
- Ходжа Насреддин — «возмутитель спокойствия», бродяга, поэт, философ, защитник обездоленных, враг эмира. Вернулся в Бухару после 10-летних странствий.
- Эмир — правитель Бухары.
- Бахтияр — главный визирь. Собирает грабительские налоги с населения, плетёт козни и интриги.
- Арсланбек — начальник дворцовой стражи.
- Джафар — ростовщик. Хромой, горбатый и слепой на один глаз старик. Даёт беднякам деньги под грабительские проценты. У должников отбирает последнее и продаёт их в рабство хивинцам.
- Гуссейн Гуслия — звездочёт, врач, мудрец из Багдада.
- Нияз — горшечник, отец Гюльджан.
- Гюльджан — дочь Нияза, возлюбленная Ходжи Насреддина.
- Али — чайханщик, друг Ходжи Насреддина.
- Юсуп — кузнец, соратник Ходжи Насреддина.
- Рябой слуга — шпион эмира. Ходит по городу и распускает небылицы про Ходжу Насреддина.
- Купцы, погонщики, водоносы, цирюльники, ремесленники, гончары, чеканщики, ювелиры, красильщики — жители Бухары.
- Ишак — ишак Ходжи Насреддина.

## Сюжет
После долгих странствий Ходжа Насреддин, изгнанный 10 лет назад из Бухары, вернулся в родной город. С горечью он убеждается, что власти уничтожили дом его родителей. Новый эмир обложил народ налогами, строит много мечетей, Бухара приходит в запустение. Заплатив грабительскую пошлину у городских ворот, Ходжа Насреддин в отместку продаёт коня сборщика податей проезжавшему мимо вельможе. Однако ему приходится поделить половину суммы с рябым слугой вельможи, который оказывается шпионом эмира. Все деньги он раздаёт жителям Бухары, ожидающим на солнцепёке неминуемой расплаты по долгам ростовщику Джафару, полного разорения и продажи в рабство. Доехав до водоёма св. шейха Ахмеда, он спасает тонущего старика, но очнувшийся уродливый старик, оказавшийся страшным скупцом, дарит за спасение Ходже Насреддину всего лишь полтаньга. Узнав от кузнеца Юсупа, что это и был ростовщик Джафар, Ходжа Насреддин клянётся, что исправит свою чудовищную ошибку и утопит ростовщика в этом же водоёме.  
Эмир устраивает суд, но погружается в сон, и за него правосудие вершит главный визирь Бахтияр. Нескольких человек казнят. В ответ на жалобу кузнечного цеха, которому поставили на постой стражников, Бахтияр увеличивает их число, а кузнеца Юсупа, подавшего жалобу, приговаривает к наказанию плетьми. Джафар приводит на суд горшечника Нияза и его дочь Гюльджан. Нияз занимал у него 400 таньга, и срок долга истекает. Бахтияр объявляет о милости эмира: горшечнику даётся ещё один час на сбор денег. Джафар предвкушает, как заберёт Гюльджан в свой гарем. Сражённый красотой девушки, Ходжа Насреддин решает помочь Ниязу. Он объявляется перед посетителями чайханщика Али. У них нет денег, но они отдают ему свои вещи. Ходжа Насреддин является перед Джафаром, рассказывает, что наторговал весь этот товар на подаренные ему полтаньга. После ожесточённого торга Насреддин уступает всю эту кучу вещей Джафару за 400 таньга. Он отправляется вслед за Джафаром к Ниязу и по пути рассказывает ему притчу о шакале, который полез на дерево за вишней, весь исцарапался, но вишню унёс сокол. На встрече с Ниязом Ходжа Насреддин расплачивается за Нияза и объявляет своё имя. Весть о появлении в городе Ходжи Насреддина доходит до эмира, тот в гневе на своих советников объявляет, что пригласил к себе на службу багдадского мудреца Гуссейна Гуслию.       
Ходжа Насреддин поселяется у Нияза, между Насреддином и Гюльджан вспыхивает любовь. Джафар выслеживает Ходжу Насреддина и рассказывает эмиру о красоте Гюльджан. Эмир отправляет за ней отряд стражников и помещает её в свой гарем. Юсуп останавливает отчаявшегося Ходжу Насреддина, готового броситься на стражников, и призывает его использовать свою хитрость. Ходжа Насреддин переодевается в женщину, торговку косметикой, но стража не пропускает его во дворец. Рябой шпион замечает Ходжу Насреддина, стражники устраивают облаву, срывая с женщин чадры, разгневанный народ устраивает массовую драку. Случайно наткнувшись на перепуганного Гуссейна Гуслию, Ходжа Насреддин объявляет, что весь этот беспорядок произошёл из-за Гуслии: эмир услышал, что багдадский мудрец собирается проникнуть в гарем, и приказал обезглавить его на месте, но стражники по ошибке убили уважаемого в городе муллу. Перепуганный Гуслия переодевается в женское платье и спасается бегством, но его задерживает стража у городских ворот. Ходжа Насреддин, переодевшись в платье Гуслии, является ко двору эмира и объявляет, что из-за неблагоприятного гороскопа тому временно нельзя общаться с женщинами. Ему удаётся выдать самого пойманного стражниками Гуслию за самозванца. Под предлогом необходимости допроса Ходжа Насреддин заточает мудреца на верхнем этаже своей башни.      
Эмир всё больше проникается доверием к «Гуслии» и решает сделать его главным евнухом. Ходжа Насреддин откладывает вступление в должность и неизбежную кастрацию, ссылаясь на необходимость лечения Гюльджан. Он организует бегство Гюльджан, но эмирским шпионам удаётся напасть на след его друзей, все они ожидают казни. Выбив из эмира обещание пощадить этих мелких укрывателей в обмен на раскрытие личности главного укрывателя, Ходжа Насреддин раскрывается перед эмиром. На суде Гуссейн Гуслия предлагает утопить Ходжу Насреддина в водоёме св. шейха Ахмеда. Ходжу Насреддина сажают в мешок и несут окольными дорогами к месту казни. Ремесленники отбивают у стражи несколько мешков, но там оказываются тряпки. Ходжа Насреддин просит стражников дать ему помолиться и просит Аллаха, чтобы тот направил человека, нашедшего припрятанные им десять тысяч таньга, истратить их на благие дела. Алчные стражники отправляются на поиски клада, а Ходжа Насреддин рассказывает прохожему, которым оказывается ростовщик Джафар, что его за крупное вознаграждение посадили в волшебный мешок, прилетевшие джинны избили его и сбросили с высоты, после чего он исцелился от своего горба, кривой ноги и бельма на глазу. Джафар решает поменяться в мешке с Ходжой Насреддином, после чего его уносят и топят в водоёме св. шейха Ахмеда. Ходжа Насреддин прощается с жителями Бухары и вместе с Гюльджан отправляется в странствия.       

В базарные дни он (Нияз) отправлялся на площадь и расспрашивал караванщиков, прибывших в Бухару со всех концов земли: не встретились ли им на дороге два путника — мужчина, под которым серый ишак, и женщина на белом ишаке без единого тёмного пятнышка? Караванщики морщили свои загорелые лбы, отрицательно качали головами: нет, такие люди им по дороге не попадались.

Ходжа Насреддин, как всегда, исчез бесследно, чтобы вдруг объявиться там, где его совсем не ожидают.— "Возмутитель спокойствия"

## История создания
Работая в 1920-х годах специальным корреспондентом газеты «Правда Востока», Леонид Соловьёв увлёкся собиранием среднеазиатского фольклора. Сначала он отправлял записанные им легенды и сказания в различные издания, но постепенно разрозненный материал начал оформляться в роман. Главным его героем стал Ходжа Насреддин. Приступая к работе, Соловьёв отметил: «Какая широта открылась передо мной! <…> Всё, что я любил в ней (Средней Азии), — вливалось в мою тему: и быт, и фольклор, и природа».
С самого начала Соловьёв понимал, что в одной книге весь собранный материал не уместится, а потому готовил читателей к появлению второй. Он даже указал об этом в финале «Возмутителя спокойствия»: «Этими словами мы закончим в нашем повествовании последнюю главу, которая могла бы служить началом для новой книги».
В 1940 году «Возмутитель спокойствия» вышел в свет в ГИХЛ с отметкой: часть 1-я.
Соловьёв знал, конечно, что говорят в народе про его героя. Но, услышав или прочтя истории и запомнив их, он смело, свободно, весело взялся за дело. Он строил книгу живую, цельную. Воображение правило, дополняло народную молву. Породнившись с Насреддином всей душой, Соловьёв сделал его почти ровесником. Посмотрите первую фразу книги: «Тридцать пятый год жизни Ходжа Насреддин встретил в пути». Между тем канонический Насреддин — сухощавый старик.

## Адаптации и влияние
- В 1943 году на киностудии «Узбекфильм» был поставлен фильм «Насреддин в Бухаре» по мотивам повести «Возмутитель спокойствия»[5].
- В 1999 году журнал «Октябрь» напечатал авантюрную комедию в стихах «Возмутитель спокойствия». Автор Леонид Филатов указал, что пьеса создана по мотивам одноимённого романа Леонида Соловьёва[6].